# Flavi Juli Constant
Flavi Juli Constant (llatí: Flavius Julius Constans 320-350) fou emperador romà del 337 al 350. Era fill de Constantí el Gran i de Fausta. Hom el distingeix també com a Constant I. En morir el seu pare li va tocar en herència la part central del territori imperial, però com que era menor d'edat el govern el va exercir el seu germà Constantí II. Quan Constantí II va morir, ell va assumir el govern de la part occidental i de la seva. Va morir assetjat per un usurpador anomenat Magnenci.

## Primers anys
Era el quart fill de Constantí el Gran i el tercer amb la seva esposa Fausta, nascut probablement l'any 323. Fou educat a la cort del seu pare a Constantinoble sota la tutela del poeta Emili Magne Arbori.
Fou nomenat cèsar el 25 de desembre del 333, títol que l'acreditava com a hereu del tron igual com els seus germans. Constant va estar promès amb Olímpia, la filla del prefecte pretorià Ablavi, però el matrimoni mai es va dur a terme.

## Regència

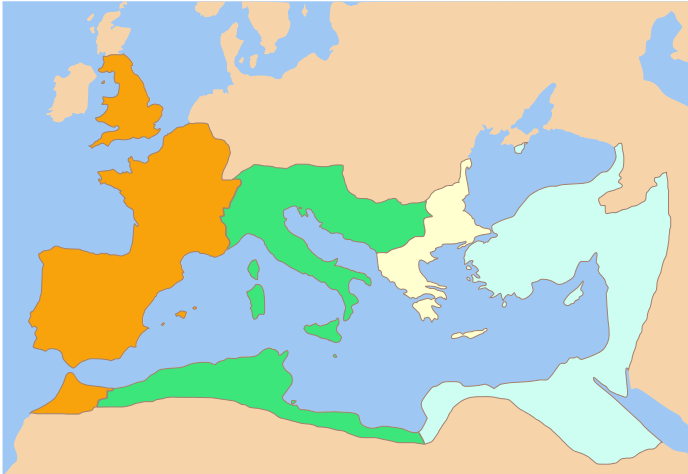
repartiment dels territoris:
Constantí II
Constant
Dalmaci
Constanci II

Poc després de la mort del seu pare, esdevinguda el 22 de maig de l'any 337, fou nomenat august (9 de setembre) pel senat i se li va atribuir el futur govern d'Itàlia, Il·líria i Àfrica, que com que era menor d'edat la regència va quedar en mans del seu germà gran Constantí II. El senat, tenint en compte les disposicions del difunt va repartir els altres territoris entre els tres germans i dos cosins: Dalmaci i Hannibalià. Aquest arranjament no va durar gaire, perquè els cosins van morir en una revolta que va haver a Constantinoble, probablement instigada per Constanci II. A la mort de Dalmaci, una part dels territoris que li pertocaven van passar a Constant, fet que va despertar la gelosia de Constantí II, qui en compensació li va demanar que li cedís les províncies d'Àfrica, a la qual cosa va accedir en una trobada a Viminàcium (Mèsia), per tal de mantenir la pau. Poc després van entrar en disputa sobre quines parts de les províncies africanes pertanyien a Cartago i, per tant a Constantí i quines a Itàlia, és a dir, a Constant.
El 340 es va enfrontar amb el seu germà, que no volia deixar la regència i el va derrotar i matar, i llavors es va apoderar de les províncies que aquest governava: les Gàl·lies, Britànnia i Hispània.

## Emperador
Entre el 341-342, va dur una reeixida campanya contra els francs i a començaments del 343 va visitar Britànnia. La font documental que esmenta aquesta visita, Juli Fírmic Matern, no dona cap informació sobre el motiu del viatge, però el fet que s'arrisqués a travessar el canal en ple hivern fa pensar que devia tenir alguna urgència, potser sufocar alguna revolta dels pictes o dels escots.
Pel que fa a la política religiosa, Constant fou tolerant amb el judaisme i va promulgar un edicte el 341 prohibint els sacrificis pagans. Va eliminar el donatisme a Àfrica i va donar suport al credo nicè, contrari a l'arianisme, que era defensat pel seu germà Constant a les províncies d'orient. Tot i que Constant va convocar un concili a Sàrdica el 343 per resoldre el conflicte, fou un complet fracàs, i el 346 els dos germans van estar a punt d'arribar a les armes per aquesta qüestió. Finalment van arribar a un acord, segons el qual cada emperador donaria suport al clergat que volgués només dins dels propi territori i sense intervenir en el de l'altre.
L'historiador Eutropi va escriure que Constant «es complaïa en greus vicis» en al·lusió a la seva homosexualitat; i Sext Aureli Víctor que tenia reputació de conducta escandalosa amb «formosos ostatges bàrbars». Malgrat això, Constant va impulsar un decret, que va secundar Constant II, que deia que el matrimoni basat en unions no naturals havia de ser castigat. És possible que Constant no estigués expressant la seva voluntat contra el matrimoni homosexual, sinó provant de contrarestar els rumors sobre la seva conducta.

## Mort
En els darrers anys del seu regnat, Constant va adquirir reputació de governant cruel i despreocupat pels assumptes d'Estat, els quals sovint delegava en ministres. Dominat pels seus favorits i amb la seva oberta preferència per la seva guàrdia personal, va acabar perdent el suport de les legions.
El 350 es va rebel·lar el general, probablement d'origen bàrbar, Magnenci a Augustodunum i es va fer proclamar august per les tropes del Rin. Constant, assabentat que s'havien enviat emissaris per matar-lo (350), va acudir a combatre'l, però les seves tropes es van passar al rebel, i va fugir corrent cap als Pirineus essent capturat prop de Vicus Helena, antiga Iliberris i actual Elna (a la Catalunya del Nord) per la cavalleria de Magnenci i executat. Tenia poc més de 30 anys i en portava 13 governant. Va morir sense deixar fills.